# قند ترش
قند ترش یک تله‌فیلم محصول سال ۱۳۸۲ به کارگردانی کوروش خزایی اصل،  و تهیه‌کنندگی محمد مرادزاده فرد می‌باشد که از شبکه پخش شد.
دو دختر از کودکی با یکدیگر دوست هستند و با هم بزرگ شده‌اند. حال یکی از دوستان دچار ناراحتی قلبی شده … ...

## بازیگران
- پویا امینی
- یکتا ناصر
- جعفر بزرگی
- خاطره حاتمی
- امیرحسین طالبی